# Rijksbeschermd gezicht 's-Graveland
Gezicht 's-Graveland is een van rijkswege beschermd dorpsgezicht in 's-Graveland in de Nederlandse provincie Noord-Holland. De procedure voor aanwijzing werd gestart op 6 april 1983. Het gebied werd op 12 juni 1986 definitief aangewezen. Het beschermd gezicht beslaat een oppervlakte van 514,7 hectare.
Panden die binnen een beschermd gezicht vallen krijgen niet automatisch de status van beschermd monument. Wel zal de gemeente het bestemmingsplan aanpassen om nieuwe ontwikkelingen in het gebied te reguleren. De gezichtsbescherming richt zich op de stedenbouwkundige en cultuurhistorische waardering van een gebied en wil het toekomstig functioneren daarvan veiligstellen.